# Kemsit
| k · m | z · i | t · B1 |

| k · m | z · i | t · B1 |

Kemsit byla staroegyptská královna, manželka faraóna Mentuhotepa II. z 11. dynastie. Její hrobka (TT308) a malá zdobená kaple byly nalezeny v chrámovém komplexu jejího manžela v Dér el-Bahrí spolu s hrobkami dalších pěti královen: Ašajet, Henhenet, Kauit, Sadeh a Majet. Většina z nich byly kněžky Hathor.